# سلیا ماتانیا
سلیا ماتانیا (ایتالیایی: Clelia Matania؛ زاده ۱۸ سپتامبر ۱۹۱۸ – درگذشته ۱۴ اکتبر ۱۹۸۱) بازیگر ایتالیایی بود.
از فیلم‌های معروف او می‌توان به بازی در زیباترین روزها، سرسخت و مقتدر، نخستین عشق و یک توپ و یازده مرد اشاره کرد.